# أزمة

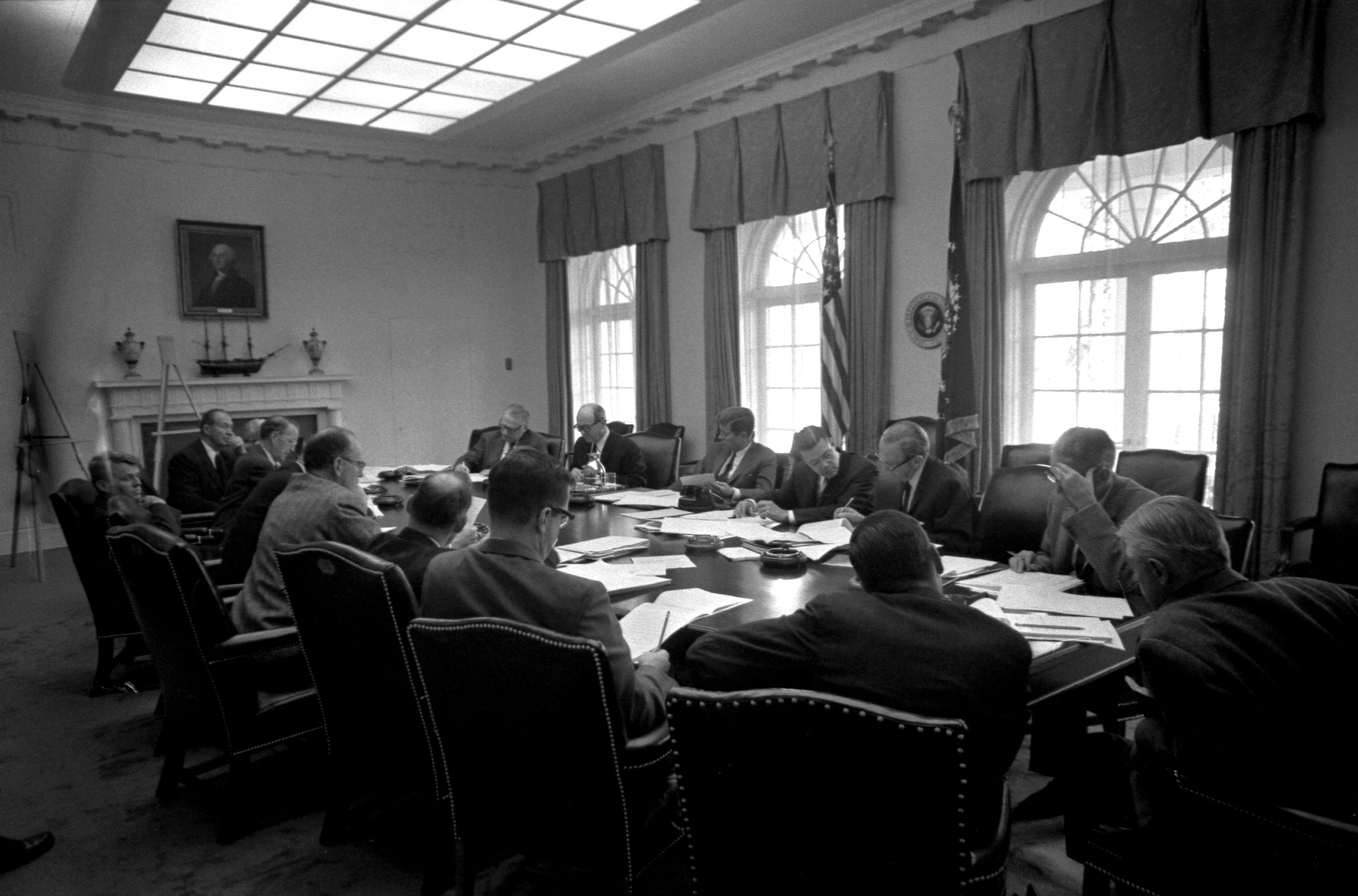
اجتماع اللجنة التنفيذية (EXCOMM) خلال أزمة الصواريخ الكوبية، وهي أزمة وقعت بين الولايات المتحدة والاتحاد السوفيتي بسبب نشر صواريخ باليستية سوفيتية في كوبا.

الأَزْمَة (الجمع: أَزَمَات) مصطلح يُطلق على حالة اضطراب مفاجئ تمسّ توازن نظام ما، سواء كان نظامًا اجتماعيًا أو اقتصاديًا أو سياسيًا أو نفسيًا، وتتطلب استجابة عاجلة للحؤول دون تفاقم النتائج. وتعدّ الأزَمات ظواهر ملازمة للمجتمعات البشرية، وهي تختلف في طبيعتها ومدتها وحدّتها. تُعرّف الأزمة بأنها نقطة تحوّل حاسمة في مسار وضعٍ مستقر نسبيًا، تُفضي إما إلى التدهور أو إلى الإصلاح. وهي غالبًا ما تكون مفعمة بعنصر المفاجأة، مع قصور في المعلومات، وضيق في الوقت، ووجود تهديد واضح أو محتمل.

## مراحل تطور الأزمة
1. مرحلة الكمون: حيث تتشكل بوادر الأزمة دون وعي عام بها.
2. مرحلة الانفجار: لحظة ظهور الأزمة بشكل فجائي أو تصاعدي.
3. مرحلة الذروة: يصل فيها التوتر إلى أقصى مداه.
4. مرحلة الانفراج أو الانهيار: إمّا معالجة تدريجية أو تفكك شامل.
5. مرحلة ما بعد الأزمة: استخلاص الدروس، إعادة البناء، الإصلاحات.

## خصائص الأزمة
- وجود تركيبة من القوى التي تضغط على الإنسان.
- أن ينظر الإنسان إلى هذه القوى على أنها تشكل تهديداً أساسياً لحياته أو لأمنه أو لأهدافه الأساسية في الحياة.
- أن يلقى موقف الأزمة على من يتعرضون لها مسؤولية تخرج عن نطاق الإمكانيات العادية.
- أن يشعر الإنسان تجاه هذا الموقف باليأس والعجز .
- يفقد الإنسان في معظم الحالات ثقته في نفسه.
- كثيراً ما يؤدي موقف الأزمة إلى إثارة مشكلات .
- تضعف إلى حد كبير في موقف الأزمة الحيل الدفاعية للذات.
- قد يؤدي موقف الأزمة إلى ظهور أعراض سلوكية مرضية.
- الأزمة موقف لا يستطيع الإنسان أن يتحمل معايشته مدة طويلة.
- تظهر خلال فترة الأزمة ومحاولة استعادة التوازن أساليب تكيفية جديدة تمكن الفرد من التعامل بفاعلية أكبر مع مواقف الأزَمات المقبلة.

## أسباب الأزَمات
اعتمادا على الأسباب المؤدية للأزَمات يمكن تقسيمها إلى:
●أزَمات تظهر نتيجة تصرف أو عدم تصرف المنظمة وتتضمن الأخطاء الإدارية والفنية أو الفشل في تحقيق أساليب العمليات المعيارية.
●الأزَمات الناتجة عن الاتجاهات العامة في البيئة الخارجية.
●الأزَمات الناتجة من خارج المنظمة وليس للمنظمة أي سبب في حدوثها.
●الأزَمات الناتجة عن الكوارث الطبيعية كالفيضانات والزلازل والبراكين.

## أنواع الأزَمات

### حسب عدد الأفراد المتأثرين بها
- أزمة فردية.
- أزمة جماعية.
- أزمة مجتمعية.

### حسب إمكان توقع الحدوث
- أزمات يمكن توقعها.
- أزمات غير متوقعة.

### حسب موضوع
- أزمات مادية.
- أزمات معنوية.

### حسب المجال
- الأزَمات الاقتصادية: كساد، تضخم، بطالة، ديون سيادية، انهيار الأسواق.
- الأزَمات السياسية: انقلابات، احتجاجات جماهيرية، فراغ سلطوي، نزاعات داخلية.
- الأزَمات الاجتماعية: تفكك الروابط الأسرية، البطالة الجماعية، اضطرابات الهوية.
- الأزَمات البيئية: كوارث طبيعية، تغير المناخ، نضوب الموارد.
- الأزَمات النفسية: انهيار عصبي، اكتئاب، صدمة نفسية.
- الأزَمات الصحية: أوبئة، انهيار أنظمة الرعاية، عجز دوائي.

## إدارة الأزَمات
يتطلب التعامل مع الأزَمات وعيًا منهجيًا يشمل:
- التحليل السريع للوضع.
- اتخاذ قرارات طارئة مبنية على بيانات دقيقة.
- توحيد الخطاب الرسمي وطمأنة الجمهور.
- استدعاء الدعم الإقليمي أو الدولي إذا لزم.
- استثمار ما بعد الأزمة في تعزيز المناعة المؤسسية.